# ЛЗС алгоритам
Лампле-Зив-Стаков алгоритам (или Стаков алгоритам компресије) представља алгоритам за компресију без губитка података. У раду користи комбинацију ЛЗ77 алготирма компресије и фиксне Хафманове кодове. Првобитно је развијен као производ Стак електроник-а и служио је за компресију траке да би потом прерастао у софтвер прилагођен за компресију података на хард диску и као такав дуго бивао успешно продаван. Касније је постао неизоставан алгоритам компресије за бројне мрежне протоколе.
Као производ рада овог алгоритма добијамо датотеку која ће у потпуности одговарати оригиналу, без и једне разлике а самим поступком декомпримације смањићемо количину простора коју заузима у меморији.

## Стандарди
ЛЗС компресија је стандардизована по INCITS (раније по ANSI) стандарду.
Обухвата следеће интернет протоколе:
- 1967 – PPP LZS-DCP протокол компресије
- 1974 – PPP Stac LZS протокол компресије
- 2395 – IP Payload компресија уз коришћење ЛЗС-а
- 3943 – Transport Layer Security (TLS) протокол компресије

## Алгоритам
ЛЗС при компресији и декомпресији користи алгоритам типа ЛЗ77. Она при компресији искористи последња 2 килобајта некомпресованих података као "sliding-window" речник. ЛЗС потом тражи подударање између података запамћених у речнику и, уколико га пронађе он кодира читаву дужину референце на речник. У супротном подаци из речника се кодирају као обичан бајт.
Уколико не дође до подударања, резервисане податке ћемо кодирати цифром '0' након чека следи 8 бита резервисаних за саме податке.
Уколико пак дође до подударања податке ћемо кодирати цифром '1', након чега следи кодирање дужине података које ћемо приказати у следећој таблици:
| Дужина     | Бит-но кодирање                                                                                                |
| ---------- | --- |
| 2          | 00 |
| 3          | 01 |
| 4          | 10 |
| 5          | 1100 |
| 6          | 1101 |
| 7          | 1110 |
| 8 до 22    | 1111 xxxx, где xxxx представља дужину - 8                                                                      |
| 23 до 37   | 1111 1111 xxxx, где xxxx представља дужину - 23                                                                |
| дужина > 7 | (1111 поновљен Н пута) xxxx, где Н представља реалан резултат (дужина + 7) / 15, а xxxx је дужина - (Н*15 - 7) |